# Crassula arborescens
Crassula arborescens ist eine sukkulente Pflanzenart der Gattung Dickblatt (Crassula) in der Familie der Dickblattgewächse (Crassulaceae).

## Beschreibung
Crassula arborescens wächst als aufrechter und sich verzweigender Strauch. Er wird bis 1,5 Meter hoch und besitzt einen einzelnen Hauptstamm der einen Durchmesser von bis zu 6 Zentimeter erreicht. Die Zweige sind verdickt und graugrün gefärbt. Triebe, an denen sich Blätter befinden, haben einen Durchmesser von 7 bis 10 Millimeter. Ältere Triebe sind mit einer gelblich, braunen Rinde versehen, die sich abschält. An den Knoten sind sie in einzelne Abschnitte gegliedert. Die flachen und verkehrt eiförmigen bis verkehrt eiförmig-runden Blätter werden 3,2 bis 7 Zentimeter lang und 2,3 bis 4,2 Zentimeter breit. Sie sind glauk gefärbt, mit einem puderartigen Überzug versehen und durch gut sichtbare Wasserspalten gefleckt. Die Blattränder sind rötlich und die Blattbasis keilförmig ausgebildet. Die Blattspitze ist stumpf und besitzt ein aufgesetztes Spitzchen, das aber auch fehlen kann.

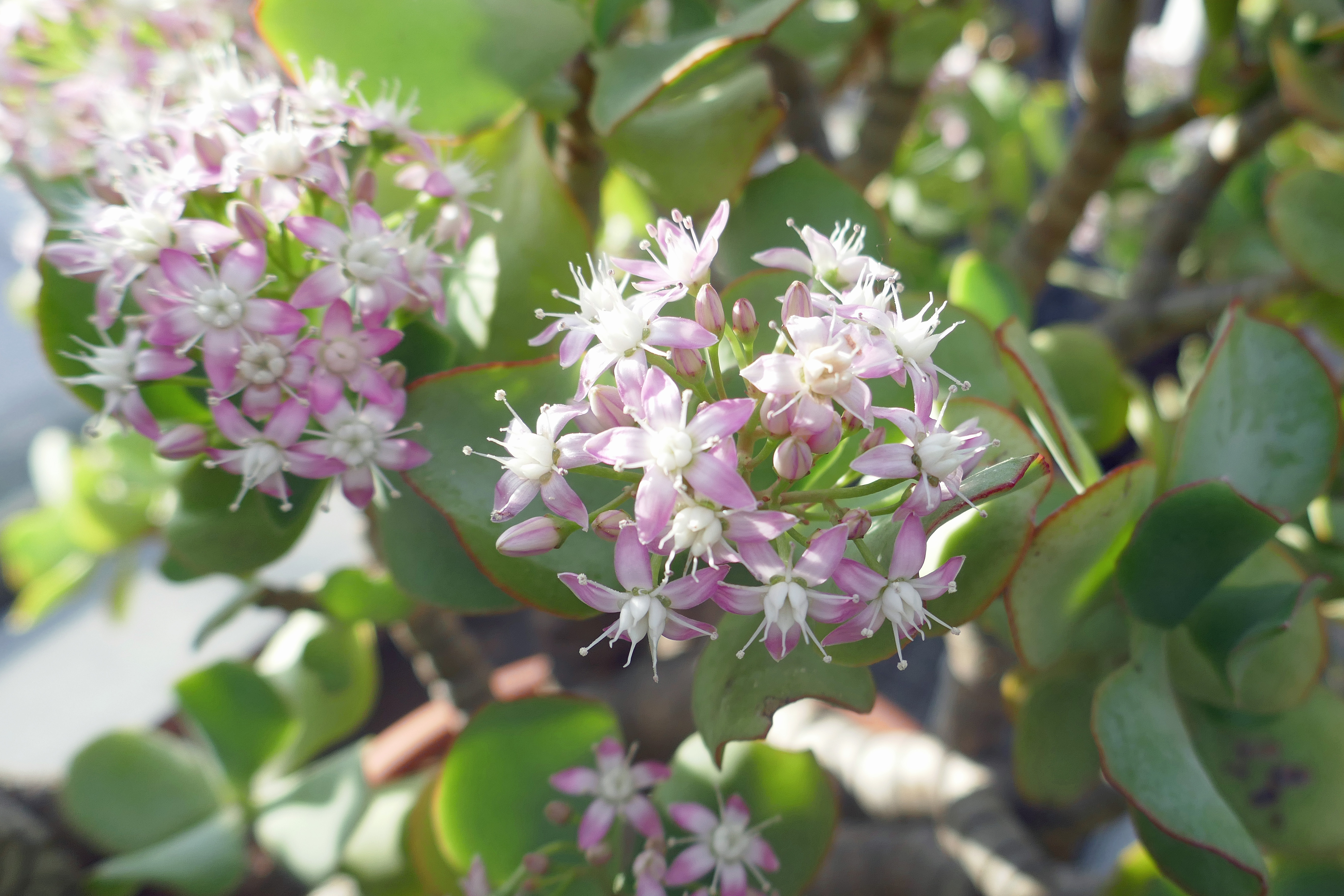
Blüten an Crassula arborescens subsp. undulatifolia

Der endständige Blütenstand besteht aus oben gerundeten Thyrsen und wird 5 bis 8 Zentimeter hoch. Er besitzt sehr viele Dichasien. Der 4 Millimeter dicke Blütenstandstiel wird 15 bis 30 Millimeter und der Blütenstiel 10 bis 12 Millimeter lang. Die Kelchblätter sind breit dreieckig geformt. Die sternförmige Blütenkrone erreicht einen Durchmesser von 18 bis 20 Millimeter und ist hellrosa oder weiß gefärbt. Die lanzettlichen Kronblätter werden 9 bis 10 Millimeter lang und 2,5 bis 3 Millimeter breit. Die Staubfäden werden 5 bis 6 Millimeter lang und der purpurn gefärbte Staubbeutel weniger als 1 Millimeter groß.

## Systematik und Verbreitung
Das Verbreitungsgebiet von Crassula arborescens liegt in den südafrikanischen Provinzen Westkap, Ostkap und im Süden von KwaZulu-Natal. Die Pflanzen wachsen in der Sukkulentenkaroo auf trockenen Felsflächen. Die Blütezeit liegt am Naturstandort im Frühling bis Hochsommer.
Die Erstbeschreibung der Art erfolgt 1768 durch Philip Miller als Cotyledon arborescens (Synonym: Toelkenia arborescens (Mill.) P.V.Heath (1993)). Carl Ludwig Willdenow stellte die Art 1798 in die Gattung Crassula.
Es werden folgende Unterarten unterschieden:

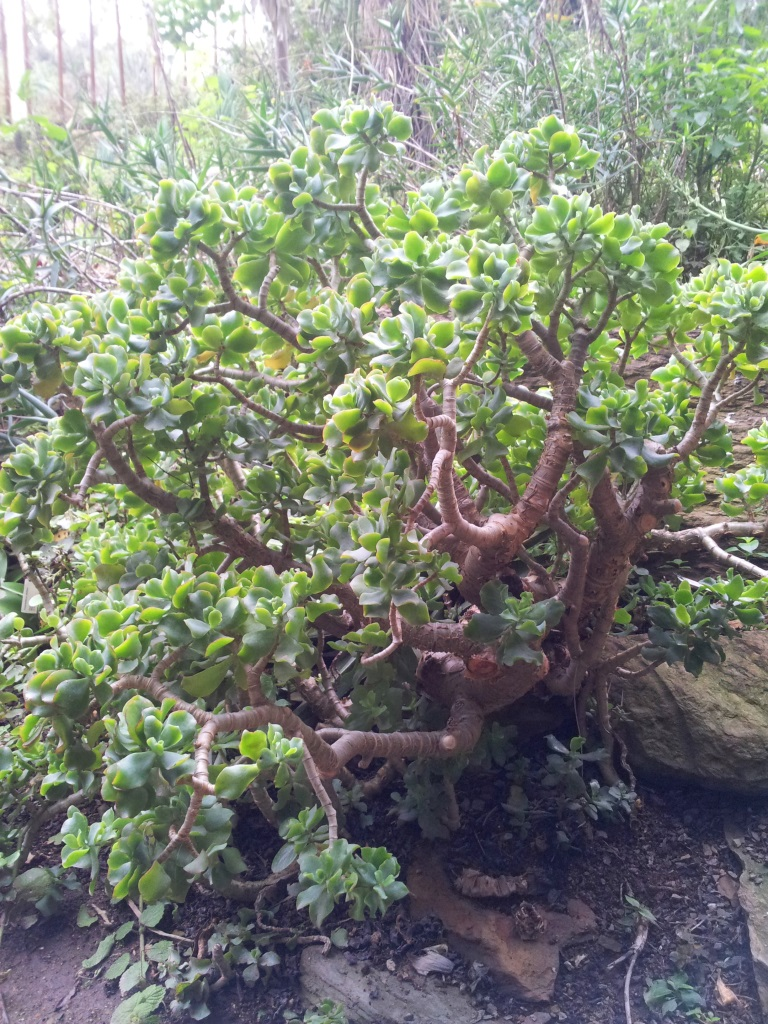
Crassula arborescens subsp. undulatifolia, Habitus

- Crassula arborescens subsp. arborescens (Synonyme: Crassula cotyledon Jacq., Crassula arborea Medik., Crassula cotyledonifolia Salisb.)

- Crassula arborescens subsp. undulatifolia Tölken (1975); Unterschiede zur Stammart sind der höhere Wuchs mit bis zu 2 Meter Höhe, Triebe mit Blättern erreichen einen Durchmesser von 4 Millimeter, die Blätter sind grundsätzlich kleiner, ähnlich geformt, aber weniger sukkulent, auf den Blätter sind nur undeutlich Wasserspalten erkennbar und die Blattränder sind leicht gewellt. Die Verbreitung erstreckt sich nur auf die Provinz Ostkap und dort auf schattigen und geneigten Felsflächen. Die Blütezeit ist im Hochsommer.

## Nachweise